# Mike Awesome
Michael Lee Alfonso (24. januar 1965 – 17. februar 2007) bedre kendt under kunstnernavnet Mike Awesome var en amerikansk wrestler, der mest var kendt i USA for sit arbejde på Extreme Championship Wrestling og i Japan for sit arbejde på FMW.

## Biografi

### World Championship Wrestling
Mike Awesome debuterede i 2000 for WCW, under yderst kontroversielle omstændigheder. Awesome var stadig ECW mester i ECW, men dukkede op på WCW Monday Nitro da Vince Russo og Eric Bischoff overtog firmaet. Han angreb Kevin Nash, og en Powerbomb-fejde synes at være på horisonten, men af uvisse grunde blev denne droppet. ECW krævede deres bælte tilbage, så i en meget usædvanlig kamp mødte WCW wrestleren, Mike Awesome, WWF wrestleren, Tazz, på et ECW show om ECW bæltet. Mike Awesome havde WCW sikkerhedsvagter med sig, for at undgå overfald fra hans vrede eks-kollegaer. Mike Awesomes bratte afsked med ECW skyldtes at han ikke var blevet betalt for mange af hans optrædener i ECW, og at han fik tilbudt et 7 cifret beløb på sin kontrakt med WCW. Mike Awesome fortsatte som medlem af New Blood, med at fejde mod Chris Kanyon. Ved WCW Slamboree#2000 mødtes de og kæmpede uafgjort, og senere på aftenen kastede han Kanyon ned fra et bur, og "krøblede" Kanyon. Awesome begyndte derfor en fejde med Kanyons bedste ven, Diamond Dallas Page. Efter fejden med DDP begyndte Awesome at sigte efter U.S. titlen, og mødte Scott Steiner om titlen, men tabte. Herefter blev Awesomes "Career Killer" gimmick droppet, og Awesome blev til "The Fat Chick Thriller". WCW blev kritiseret meget for at give en mand med Awesomes evner sådan et gimmick, men rygtet siger at eftersom Hulk Hogan og Eric Bischoff begge havde forladt WCW i sommeren 2000, så var der ingen til at tale for Awesome (Hulk Hogan og Eric Bischoff var de to der talte for at Awesome skulle med i WCW). Awesome blev senere "That 70'tys Guy", hvilket var endnu et pjattet gimmick, men Awesome var stadig populær med fans og vandt mange af sine kampe. I slutningen af 2000 blev han endelig taget alvorlig igen, da han blev medlem af Team Canada, og vendte tilbage sit "Career Killer" gimmick.

### Tragisk død
Awesome blev fundet død omkring 22:30 den 17. februar 2007  i Tampa området. En gruppe af venner, der skulle forbi og besøge ham, fandt ham hængt i sit hjem. Det menes at han begik selvmord. 

## Fodnoter
1. 1 2  Meltzer, Dave. "Former ECW champ Mike Awesome passes away". Wrestling Observer. Hentet 2007-02-23.
2. ↑  "Mike Alfonso Coldwell Banker biography". Arkiveret fra originalen 3. marts 2007. Hentet 2007-02-23.